# Wielki Wschód Francji

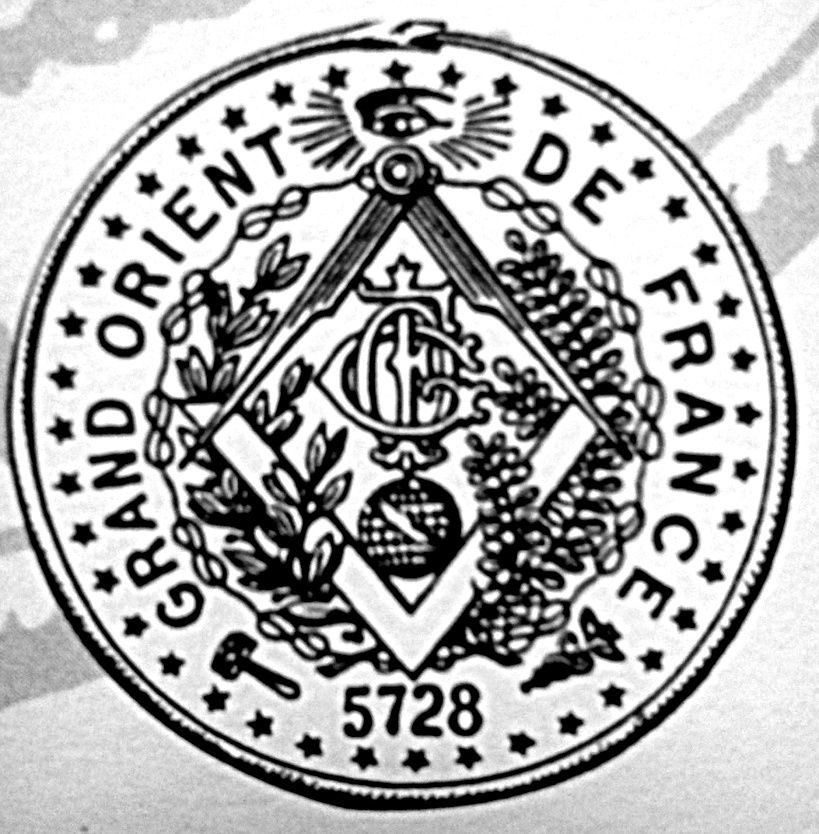
Herb Wielkiego Wschódu Francji

Wielki Wschód Francji (fr. Grand Orient de France) – największa organizacja masońska we Francji, założona w 1773 roku pod przewodnictwem Burbona, księcia Orleanu zwanego Filipem Égalité. Jest drugą, co do starszeństwa, obediencją w Europie. W przeciwieństwie do regularnego i tradycyjnego wolnomularstwa Wielki Wschód jest liberalny i niedogmatyczny. Skupia około 1300 pracujących lóż. Pracują one w:
- Rycie Francuskim (fr. Rite français, Rite moderne),
- Rycie Francuskim Filozoficznym,
- Rycie Szkockim Dawnym i Uznanym,
- Rycie Szkockim Rektyfikowanym[potrzebny przypis],
- Starożytnym i Pierwotnym Rycie Memphis-Misraim,
- Rycie Emulation[potrzebny przypis],
- Operatywny Rycie Salomona,
- Rycie York[potrzebny przypis].

Liberalne wolnomularstwo ma swoich zwolenników również w Niemczech, Polsce i wielu innych krajach.

## Wielcy Mistrzowie
Pełna lista Wielkich Mistrzów znajduje się w osobnym artykule
Wielcy Mistrzowie od lat 60. XX wieku:
- Jacques Mitterrand(inne języki): 1961-1964[potrzebny przypis]
- Paul Anxionnaz: 1964-1965[potrzebny przypis]
- Alexandre Chevalier: 1965-1966
- Paul Anxionnaz: 1966-1969
- Jacques Mitterrand: 1969-1971[potrzebny przypis]
- Frédéric Zeller(inne języki): 1971-1973[potrzebny przypis]
- Jean-Pierre Prouteau: 1973-1975[potrzebny przypis]
- Michel Baroin(inne języki): 1977-1978
- Roger Leray: 1978-1981
- Paul Gourdot: 1981-1986
- Roger Leray: 1986-1987
- Jean-Robert Ragache(inne języki): 1987-1988
- Christian Pozzo di Borgo: 1988-1989
- Jean-Robert Ragache(inne języki): 1998-1991
- Gilbert Abergel: 1991-1994
- Patrick Kessel: 1994-1995
- Jacques Lafouge: 1996-1997
- Philippe Guglielmi(inne języki): 1997-1999
- Simon Giovannaï: 1999-2000
- Alain Bauer: 2000-2003
- Bernard Brandmeyer: 2003-2005
- Gérard Pappalardo: 2005
- Jean-Michel Quillardet(inne języki): 2005-2008
- Pierre Lambicchi(inne języki): 2008-2010
- Guy Arcizet: 2010-2012[potrzebny przypis]
- José Gulino: 2012-2013[potrzebny przypis]
- Daniel Keller: 2013-2016[potrzebny przypis]
- Christophe Habas: 2016-2017[potrzebny przypis]
- Philippe Foussier: 2017-2018[1]
- Jean-Philippe Hubsch: 2018-2020[2]
- Georges Serignac: od 2021[potrzebny przypis]

## Wielki Wschód Francji w Polsce
Aktualnie w Polsce działają loże będące w strukturach Wielkiego Wschodu Francji (Grand Orient de France):
- loża Gabriel Narutowicz na Wsch:. Krakowa (pracująca pod numerem 6009)
- loża Nadzieja na Wsch:. Warszawy (pracująca pod numerem 6037)
- loża Braterstwo nad Olzą na Wsch:. Cieszyna (pracująca pod numerem 6042)
- loża Gwiazda Morza na Wsch:. Gdańska (pracująca pod numerem 6043)
- loża Kamień nad Łyną na Wsch:. Olsztyna (pracująca pod numerem 6047)[5]

Polskie trójkąty wolnomularskie działające w ramach Wielkiego Wschodu Francji (Grand Orient de France):
- Trójkąt Leonardo da Vinci na Wsch:. Katowic (pracujący pod numerem 6150)